# Antoine Faivre
Antoine Faivre (Reims, 5 juni 1934 - Parijs, 19 december 2021) was een Frans onderzoeker op gebied van westerse esoterie.
Tot aan zijn pensionering bezette Faivre een leerstoel aan de École des Hautes Etudes Pratique aan de Sorbonne, was hoogleraar Germaanse Studies aan de Universiteit van Rouen en was met Wouter Hanegraaff en Roland Edighoffer de redacteur van het tijdschrift Aries.
Faivre was de eerste om westerse esoterie te definiëren als een gebied van interdisciplinair wetenschappelijk onderzoek. Hij was een van de oprichters en erelid van de Europese Vereniging voor de Studie van de Westerse Esoterie (ESWWE).

## Boeken
- Les vampires. Essai historique, critique et littéraire, Parijs, Le Terrain vague, 1962
- Kirchberger et l’Illuminisme du XVIIIe siècle, collection « Archives Internationales d’Histoire des Idées », Den Haag, Nijhoff, 1966
- Eckartshausen et la théosophie chrétienne, Parijs, Klincksieck, 1969 (herdruk: Hyères, La Pierre Philosophale, 2016)
- L’ésotérisme au XVIIIe siècle en France et en Allemagne, La Table d’Émeraude, Seghers, 1973
- Mystiques, théosophes et illuminés au siècle des lumières, Hildesheim, Olms, 1976
- Toison d'or et alchimie, Milaan, Archè, 1990. Engelse vertaling Golden Fleece and Alchemy, Albany, State University of New York Press, 1993, herdruk in 1995.
- Philosophie de la nature (physique sacrée et théosophie, XVIIIe-XIXe siècles), Parijs, Albin Michel, 1996 (Prix de philosophie Louis Liard, de l'Académie des Sciences morales et politiques).
- The Eternal Hermes (From Greek God to Alchemical Magus), Grand Rapids, Phanes Press, 1996.
- Accès de l'ésotérisme occidental, Parijs, Gallimard (" Bibliothèque des sciences humaines"), vol. I, 1986, 2nd ed., 1996,  vol. II, 1996. Engelse vertaling vol. I : Access to Western Esotericism, Albany, State University of New York Press, 1994, vol. II : Theosophy, Imagination, Tradition, Studies in Western Esotericism, Albany, State University of New York Press, 2000.
- L'ésotérisme, Parijs, PUF, 1992, 3e druk, 2003
- De Londres à Saint-Pétersbourg. Carl Friedrich Tieman (1743-1802) aux carrefours des courants illuministes et maçonniques, Milaan, Archè, 2018